# Radost ze života
„Radost ze života” (dosł. z cz. „Radość z życia”) – kolaboracyjna organizacja kulturalno-oświatowa w Protektoracie Czech i Moraw podczas II wojny światowej. 
Organizacja powstała w 1940 r. Na jej czele stanął Václav Majer. Była podporządkowana Narodowemu Zjednoczeniu. Do jej zadań należało zapewnianie czeskim obywatelom Protektoratu rozrywki i oświaty poza pracą. Odbywało się to poprzez organizowanie obozów wypoczynkowych i kolonii letnich. Organizowała występy zespołów muzycznych i teatralnych. Działalność organizacji skupiała się na 4 zagadnieniach: czeskiej rodzinie, zdrowym narodzie, radości z pracy i wolnej chwili. Organem prasowym było ilustrowane czasopismo „Pestrý týden”. Po utworzeniu Kuratorium do spraw wychowania młodzieży w Czechach i na Morawach pod koniec maja 1942 r., organizacja zaczęła stopniowo zamierać. Faktycznie zakończyła działalność w 1943 r.